# Линдевит
Линдевит (нем. Lindewitt) — община в Германии, в земле Шлезвиг-Гольштейн. 
Входит в состав района Шлезвиг-Фленсбург. Подчиняется управлению Шаффлунд.  Население составляет 2103 человека (на 31 декабря 2010 года). Занимает площадь 53,27 км².